# Autologe Chondrozyten-Transplantation
Die autologe Chondrozyten-Transplantation (ACT), auch als autologe Knorpelzelltransplantation oder autologe Chondrozyten-Implantation (ACI) bezeichnet, ist ein Verfahren zur Behandlung von Knorpelschäden. Hierzu werden autologe, also körpereigene Knorpelzellen (Chondrozyten) entnommen, in einer Nährlösung vermehrt und nach Einbringung in ein Trägermaterial in den Knorpeldefekt eingebracht. Das Ziel der ACT ist es, klinische Beschwerden des Knorpelschadens zu reduzieren und dem Entstehen einer (sekundären) Arthrose vorzubeugen. Die Methode eignet sich heute noch nicht zur Therapie einer generellen Schädigung eines Gelenkes, einer bestehenden Arthrose.

## Verfahren
In einer ersten Operation werden zunächst Knorpelzellen von einem wenig belasteten Bereich des betroffenen Gelenks entnommen. Diese werden nun in vitro in einer Nährlösung vermehrt. Nach ca. zwei Wochen sind genügend Knorpelzellen herangezüchtet worden, um diese in den Knorpelschaden einzupflanzen. Bei der klassischen Operationsmethode mit Einbringung einer Zell-Aufschwemmung muss der Knorpeldefekt nach Präparation (Entfernung von lockerem Heilgeweben) zunächst mit einem Periostlappen (oder einer künstlichen Membran) verschlossen werden, um für die Zellaufschwemmung eine definierte Kammer zu erzeugen. Dabei wird darauf geachtet, dass dieser wasserdicht am umliegenden Knorpel vernäht wird. Danach kann die Suspension der herangezüchteten Knorpelzellen unter den Periostlappen gespritzt werden. Die in der Lösung vorhandenen Chondrozyten entwickeln nach einiger Zeit hyalinartigen Knorpel und der vorhandene Schaden wird von dem neu entstandenen Knorpel komplett ausgefüllt.
Das Verfahren wurde in Göteborg (Schweden) entwickelt und nach erfolgreicher Prüfung am Tiermodell zu Beginn der neunziger Jahre erstmals beim Menschen angewendet. Die ersten Ergebnisse zu dieser Tissue-Engineering-Anwendung wurden im Jahr 1994 veröffentlicht. Das Verfahren wird mittlerweile in Deutschland auch von den Fachgesellschaften (z. B. der Deutschen Gesellschaft für Orthopädie und Orthopädische Chirurgie; DGOOC) empfohlen und die Kosten seit dem 1. Januar 2007 auch von den Gesetzlichen Krankenkassen unter bestimmten Voraussetzungen übernommen.
Aus medizinischer Sicht besteht bei großflächigen Knorpelschädigungen im Bereich des Kniegelenkes ab einer Größe von 4 cm² (für unbehandelte Knorpelschäden) und ab etwa 2,5 cm² (bei Knorpelschäden, die zuvor mit einem alternativen Verfahren ohne Erfolg behandelt wurden) die Indikation zur ACT. Inzwischen zeigt sich, dass Patienten, deren Knorpelschäden primär mit Mikrofrakturierung oder Pridie-Bohrung behandelt wurden, schlechtere Ergebnisse mit der ACT haben.

## Weiterentwicklungen
Seit der Einführung des Verfahrens wurde die Technik kontinuierlich weiterentwickelt. So wurde primär zur Bedeckung der Knorpelzellsuspension ein Knochenhautlappen, welcher mit einer zweiten – wenn auch kleinen – Operation in der Regel von der Schienbeinvorderkante entnommen wurde, verwendet. Später diente dazu eine porcine (= vom Schwein stammende) Kollagenmembran, was nicht nur die Entnahme des Knochenhautlappens überflüssig machte, sondern auch das Auftreten einer Überwuchern des Transplantates, welches bei der Verwendung von Knochenhautlappen häufig beobachtet wurde, seltener macht. Schließlich wurde das Matrix-assoziierte Transplantationsverfahren (MACI) eingeführt, bei dem die Knorpelzellen bereits im Labor oder unmittelbar vor Transplantation im Operationssaal auf eine Kollagen-Trägersubstanz aufgebracht werden. Auch wenn keine wissenschaftlichen Daten bezüglich einer verbesserten Wirksamkeit dieser Produkte vorliegen, hat diese Weiterentwicklung zu einer einfacheren Applikation und Anwendung mit Verkürzung der Operationszeiten geführt.
Andere Weiterentwicklungen beziehen sich auf die Isolation von Knorpelzellen. So werden von einigen Firmen bereits Knorpelzellen angeboten, welche ohne patienteneigenes Serum angezüchtet werden. Dies führt zu einer Vereinheitlichung der Zellkulturbedingungen und macht eine Blutgewinnung beim Patienten für die Anzüchtung der Knorpelzellen überflüssig. Andere Hersteller arbeiten daran, Knorpelzellen mit besonders hoher Knorpelsyntheseleistung zu selektieren. Bessere Therapieerfolge durch diese ACT-Verfahren sind bislang noch nicht belegt. Andere Konzepte verfolgen das Prinzip, die Knorpelzellen in Matrixhaufen als kugelförmige Implantate zu applizieren. Als Vorteil können hier Zellen in Defekte ohne fixierende Substanzen (Vliese, Gele oder Fibrinkleber) appliziert werden. Sogar über Kopf Applikationen arthroskopisch an der Kniescheibe sind hier möglich.
Die während der Weiterentwicklung der ACT benutzten Matrixsubstanzen (z. B. 3-D-Collagenvliese) werden zuletzt auch zellfrei eingebracht (AMIC). Zu dem Verfahren wird der Defektgrund mit einer Ahle aufgebrochen und zur Blutung angeregt, wobei er mit dem Blut reichlich körpereigenes Zellmaterial entlässt. Dieses Blut-Zell-Gemisch wird dann in den aufgebrachten Vliesen aufgefangen und dort zu Differenzierung in knorpelähnliche Zellen angeregt. Es handelt sich dabei um eine Modifikation der für kleine Knorpeldefekte erfolgreichen Technik Mikrofrakturierung. Vorteil ist hier das Einsparen des kritischen und kostenaufwendigen Zellkulturvorgangs. So kann das Verfahren auch kurzfristig und ohne Vorbereitung bei Zufallsbefunden während einer Arthroskopie durchgeführt werden.

## Behandlungserfolge
Die Behandlungserfolge der Methode ACT liegen abhängig von der Lokalisation des Defektes, der Defektkonfiguration und der Eignung des Patienten zwischen 80 und 90 %. Mittlerweile liegen auch einzelne Studien vor, die über zufriedenstellende Langzeitergebnisse berichten. Entscheidend für den Erfolg von Knorpel-Transplantationen ist die Patientenzufriedenheit. Früher definierte Endpunkte wie Reparatur mit natürlichem Gelenkknorpel treten inzwischen bei zielgerichteter Interpretation der Therapieziele in den Hintergrund. Entgegen der Anwendung am Kniegelenk, wo die Therapie mit autologen Knorpelzellen in der Regel sowohl von privaten, als auch gesetzlichen Krankenkassen in Deutschland erstattet wird, stellen Anwendungen an anderen Gelenken bisher die Ausnahme dar.